# Jim l'excentrique
Pour plus de détails, voir Fiche technique et Distribution.
Jim l'excentrique (Piccadilly Jim) est un film américain réalisé par Robert Z. Leonard, sorti en 1936.

## Synopsis
Jim Crocker, un play-boy américain, est un caricaturiste londonien connu sous le nom de "Piccadilly Jim", dont les confidents sont son père, un acteur shakespearien au chômage permanent, et Bayliss, son valet impeccable. Quand James Crocker rapporte à son fils qu'il est tombé amoureux et qu'il veut épouser Eugenia Willis, tout semble aller bien, sauf que la sœur d'Eugenia, Nesta, et son mari Herbert Pett, le "Roi du chiffon" aux États-Unis, n'approuvent pas James, qu'ils croient être un chasseur de dot. Pour apaiser leurs craintes, James leur a dit que Jim est un artiste de renommée mondiale. Ce soir-là, alors qu'il est en ville, Jim rencontre Ann Chester et s'éprend immédiatement d'elle, mais parce qu'elle est escortée par Lord Freddie Priory, elle ne révèle ni son nom ni son adresse. Il se souvient ensuite qu'il devait rencontrer la sœur et le beau-frère d'Eugenia. Il se présente ivre, s'aliénant Nesta, qui pense que les caricatures de Jim ne sont pas socialement acceptables. Bien qu'Eugenia et James soient inquiets, Jim leur assure que tout ira bien, mais il reçoit bientôt un avis de licenciement de la part de son rédacteur en chef pour non respect des délais impartis. Les Pett emmènent ensuite Eugenia sur le continent. Pendant que James s'inquiète pour Eugenia, Jim essaie en vain de retrouver Ann. Tandis qu'un Jim déprimé esquisse paresseusement quelques caricatures de la famille Pett, Bayliss suggère qu'elles sont hilarantes et Jim décide de transformer les singeries de la famille en bande dessinée. Intitulée "From Rags to Riches", mettant en vedette la "Richwitch Family", elle devient le succès de Londres, de sorte que lorsque les Pett retournent en Angleterre, ils sont accueillis avec des cris de rire par les fans qui les reconnaissent comme les prototypes Richwitch. Les Pett sont encore plus furieux contre Jim, et Ann, qui s'avère être la nièce des Pett, jure de se venger si elle rencontre "Piccadilly Jim". Lorsque James montre à Jim la photo de la famille dans le journal, il reconnaît Ann et va la voir, mais ne révèle pas son identité. Après un après-midi avec elle, il décide de la suivre, elle et les Pett, aux États-Unis, se faisant passer pour le fils de Bayliss, et décide de rendre ses personnages plus sympathiques. En conséquence, les Américains qui lisent la bande dessinée adorent la famille "Richwitch" et les Pett se délectent de l'attention qu'ils reçoivent. Ann apprend vite la véritable identité de Jim et elle est furieuse. Lorsque Jim se rend chez les Pett pour voir Ann, qui refuse d'accepter ses cadeaux quotidiens, les Pett sont ravis de le voir et de dire qu'Eugenia est maintenant fiancée à un comte danois nommé Olav Osrio (qui en fait est James avec une barbe) et Ann est fiancée à Freddy. Parce que Bayliss a soupçonné que Freddy est un faux aristocrate, Jim essaie de le discréditer, mais lors d'un dîner chez les Pett, le plan de Jim se retourne contre lui. Quand il promet de "démasquer" l'imposteur, le comte se lève et avoue qu'il est vraiment James, et Freddy se révèle être un vrai lord. Finalement, constatant que tout s'est mal passé pour lui et Ann, Jim décide de partir après avoir offert d'accorder une généreuse dot à Eugenia et à son père. Sur le bateau qui le ramène en Angleterre, Jim retrouve d'Ann, qui a décidé qu'elle aurait plus de plaisir à être sa femme que celle de Freddy.

## Fiche technique
- Titre original : Piccadilly Jim
- Titre français : Jim l'excentrique
- Réalisation : Robert Z. Leonard
- Scénario : Charles Brackett, Edwin H. Knopf, d'après le roman Piccadilly Jim de P.G. Wodehouse
- Direction artistique : Cedric Gibbons
- Costumes : Dolly Tree
- Photographie : Joseph Ruttenberg
- Son : Douglas Shearer
- Montage : William S. Gray
- Musique : William Axt
- Production : Robert Z. Leonard, Harry Rapf
- Société de production : Metro-Goldwyn-Mayer
- Société de distribution : Loew's Inc.
- Pays d'origine :  États-Unis
- Langue originale : anglais
- Format : Noir et blanc  — 35 mm — 1,37:1 — son mono
- Genre : Comédie
- Durée : 95 minutes
- Dates de sortie : 
  - États-Unis : 14 août 1936
  - France : 19 février 1937

## Distribution
- Robert Montgomery : Jim Crocker
- Frank Morgan : James Crocker, alias Comte Olav Osrio
- Madge Evans : Ann Chester
- Eric Blore : Bayliss
- Billie Burke : Eugenia Willis
- Robert Benchley : Bill Macon
- Ralph Forbes : Lord Freddie Priory
- Cora Witherspoon : Nesta Pett
- Tommy Bupp : Ogden Pett

## Autour du film
- Ce film est un remake de Piccadilly Jim (en) de Wesley Ruggles, sorti en 1919